# Телешовка (Самарская область)
Телешовка — село в Пестравском районе Самарской области. Входит в состав сельского поселения Майское.

## География
Село находится на расстоянии примерно 25 км (по прямой) к юго-востоку от села Пестравка, административного центра района.

### Часовой пояс
Село Телешовка, как и вся Самарская область, находится в часовой зоне МСК+1. Смещение применяемого времени относительно UTC составляет +4:00.

## История
Село возникло в 1830—1860 годах.

## Население
| 2010 |
| ---- |
| 51   |

### Национальный состав
Согласно результатам переписи 2002 года, в национальной структуре населения русские составляли 59 % из 83 чел., казахи — 37 %.